# Son de tamborileros de Tabasco

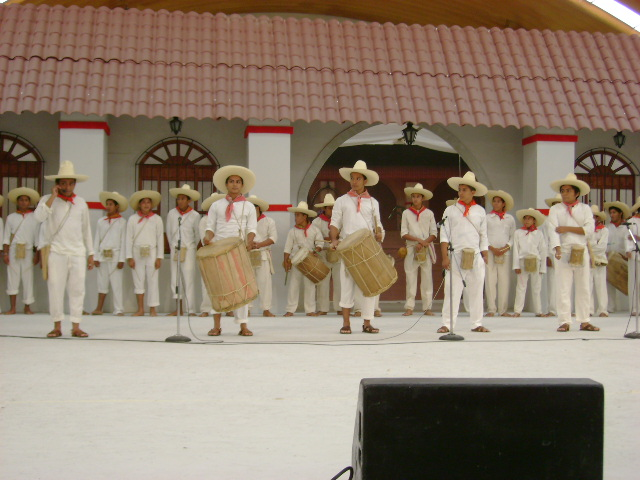
Tamborileros

El son de tamborileros es una expresión de la cultura de Tabasco, México, que combina melodía y ritmo (sin acordes) y danza. Su compás es generalmente binario o ternario, con síncopas y contratiempos. Inicialmente comenzó en la región chontal.
El ensamble se compone de flauta de carrizo de seis agujeros y tamboriles de diferentes tamaños, generalmente tambor bajo (macho o maeshtoson) y tambor clarito (requinto, hembra o chojoben), y alternativamente un tambor mediano. La cabeza de los tambores está forrada con cuero de venado o de borrego.
Su repertorio puede cubrir sones folclóricos y piezas populares.

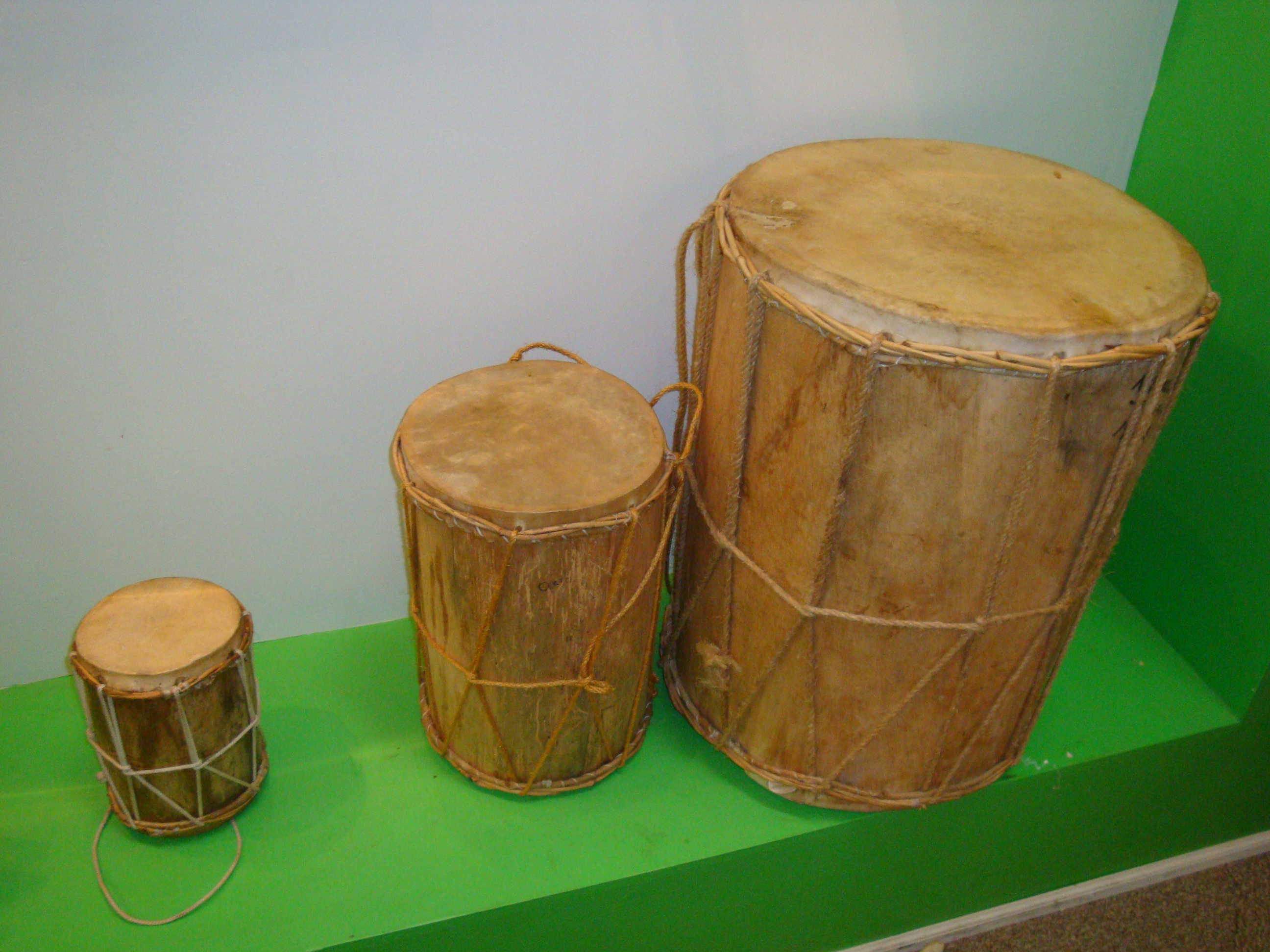
Los tres tipos de tambores utilizados por los tamborileros: El requinto, el chico o "chojoben", y el grande o "maeshtoson".